# Stanisław Gądecki

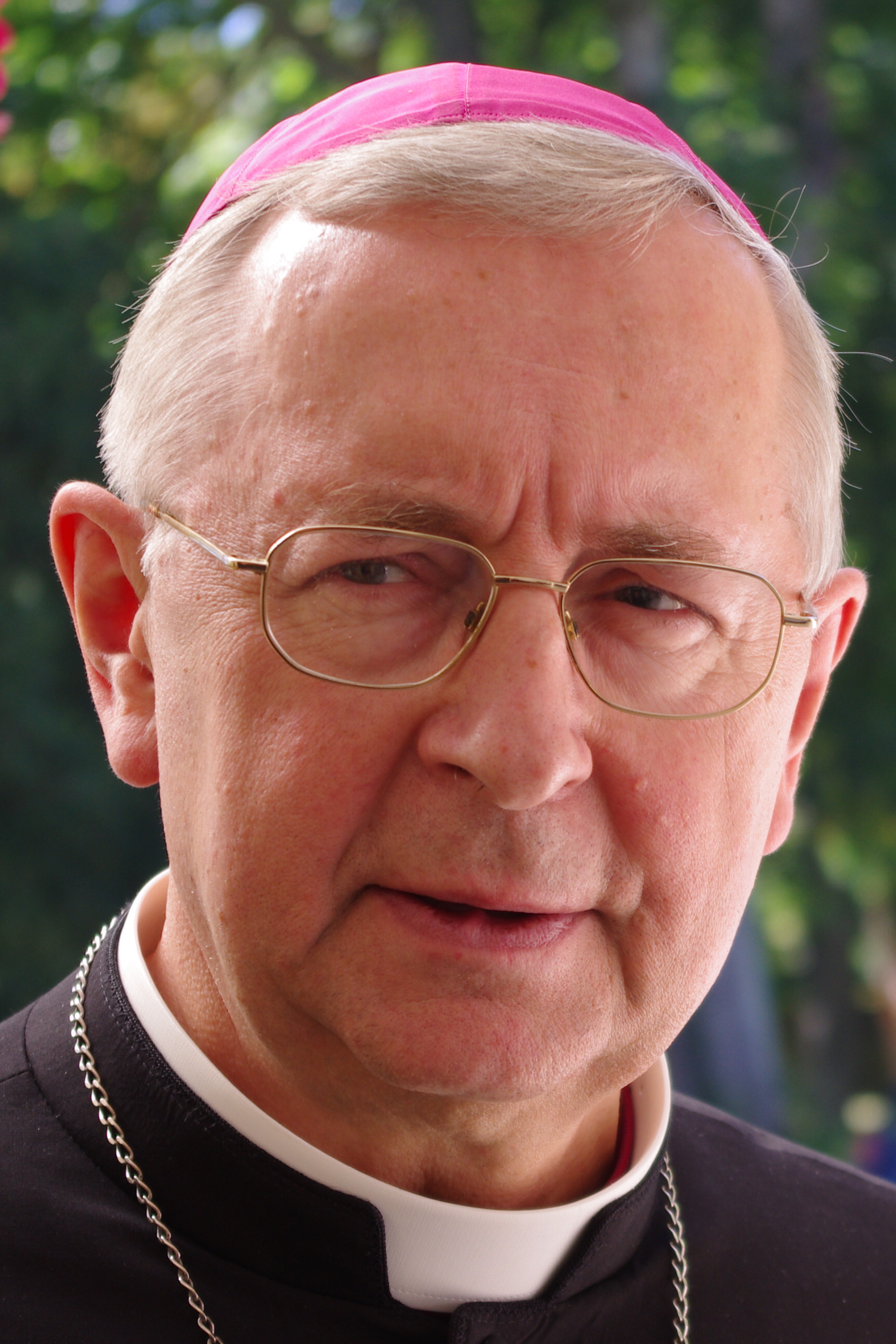
Erzbischof Stanisław Gądecki (2012)

Erzbischofswappen

Stanisław Andrzej Gądecki (* 19. Oktober 1949 in Strzelno) ist ein polnischer Geistlicher und emeritierter römisch-katholischer Erzbischof von Posen. Von 2014 bis 2024 war er Vorsitzender der polnischen Bischofskonferenz.

## Leben
Der Erzbischof von Gnesen und Warschau und Primas von Polen, Stefan Kardinal Wyszynski, weihte ihn am 9. Juni 1973 zum Priester. Er ist Bibelwissenschaftler und war Dozent für Exegese des Alten Testaments.
Papst Johannes Paul II. ernannte ihn am 1. Februar 1992 zum Titularbischof von Rubicon und zum Weihbischof in Gnesen. Die Bischofsweihe spendete ihm der Polnische Primas, Józef Kardinal Glemp, am 25. März desselben Jahres; Mitkonsekratoren waren Bogdan Józef Wojtuś, Weihbischof in Gnesen, und Gerard Bernacki, Weihbischof in Kattowitz. Als Wahlspruch wählte er Opere et Veritate.
Am 28. März 2002 ernannte ihn Johannes Paul II. zum Erzbischof von Posen. Von 2004 bis 2014 war er Stellvertretender Vorsitzenden der polnischen Bischofskonferenz; am 12. März 2014 wurde er zum Vorsitzenden der polnischen Bischofskonferenz gewählt. Er übte das Amt für zwei Amtszeiten von je fünf Jahren aus. Am 14. März 2024 wurde Erzbischof Tadeusz Wojda zu seinem Nachfolger gewählt.
Papst Franziskus ernannte Stanisław Gądecki am 28. Mai 2014 zum Mitglied der Kongregation für die Glaubenslehre.
Im Januar 2016 appellierte Bischof Gądecki an die Pfarrgemeinden im Erzbistum Posen, Flüchtlinge aufzunehmen. Angriffe auf Ausländer und Flüchtlinge kritisierte er als „kranken Nationalismus“: die Liebe zum eigenen Land dürfe sich nicht in Fremdenhass ausdrücken.
Von 2016 bis 2021 war er Vizepräsident des Rates der europäischen Bischofskonferenzen.
Im Jahre 2024 wurde er von Andrzej Duda mit dem Orden Polonia Restituta ausgezeichnet.
Am 19. März 2025 nahm Papst Franziskus das altersbedingte Rücktrittsgesuch von Stanisław Gądecki an.

## Positionen (Auswahl)
Am 21. Februar 2022 kritisierte er als Vorsitzender der polnischen Bischofskonferenz in einem öffentlichen Brief an den Vorsitzenden der Deutschen Bischofskonferenz den Synodalen Weg in Deutschland und dessen Beschlüsse. Er bezeichnete die Beratungen beim Synodalen Weg zu den Fragen der Abschaffung des Zölibats, des Priestertums der Frauen, der Kommunion für wiederverheiratete Geschiedene und der Segnung von gleichgeschlechtlichen Partnerschaften als „die Wiederholung abgedroschener Slogans und Standardforderungen“. Er nannte den Synodalen Weg einen Ausdruck der „größten Krise der katholischen Kirche in Deutschland seit den Zeiten der Reformation.“
Homosexualität ist nach den Worten Gądeckis eine „sodomitische Sünde“, Homosexuellen sei aufgetragen, „in Enthaltsamkeit zu leben“.
Kritiker warfen ihm vor, an der Spitze der Bischofskonferenz die Aufklärung pädophiler Straftaten von Geistlichen nicht mit Nachdruck betrieben zu haben. Auch sei er nicht energisch genug gegen die Politisierung der Kirche eingeschritten.